# Zrakoplovna nesreća na Krku 1971.
Dana 23. svibnja 1971. godine Aviogenexov let 130 raspao se pri "tvrdom slijetanju" na pisti zračne luke na otoku Krku. Bio je to međunarodni čarter putnički let od zračne luke Gatwick u Londonu do zračne luke Rijeka u Hrvatskoj. Tupoljev Tu-134A koji je opsluživao let se prevrnuo i zapalio, usmrtivši 78 ljudi. Pad je postao prva nesreća Tupoljeva Tu-134 od ulaska u službu putničkog prometa. Do tog vremena bila je to najveća zrakoplovna katastrofa u Jugoslaviji.
Britanske vlasti pomagale su u istrazi i utvrdile da je posada mogla doživjeti optičku varku zbog obilnih kiša, te su zato mislili da je pista bliža nego što je bila. To je moglo uzrokovati prerano spuštanje.

## Zrakoplov
Zrakoplov kojemu se dogodila nesreća imao je serijski broj 1351205. U trenutku pada skupio je ukupno samo 111 sati leta. Avion je uvezen u Jugoslaviju 23. travnja 1971. godine, a potvrda o plovidbenosti izdana je 27. travnja. Dobio je repnu oznaku YU-AHZ i ime Skopje.

## Putnici i posada
Na letu 130 bilo je 76 putnika i 7 članova posade. Let je prevozio britanske turiste koji su putovali na odmor u Rijeku i okolna mjesta. Sedamdeset i dva putnika bili su britanski turisti, dok su ostali bili jugoslavenski. Među putnicima je bio i hrvatski pjesnik Josip Pupačić koji je putovao sa suprugom i kćerkom; svo troje stradali su u nesreći.
Kapetan leta bio je 41-godišnji Miloš Markićević. Imao je IFR ocjenu i 9.230 sati leta, od čega 138 na Tupoljevu Tu-134A. Kopilot je bio 34-godišnji Stevan Mandić. Imao je 2.300 sati leta, s 899 sati u ovom tipu. Pripravnik Viktor Tomić imao je 99 sati leta. Nadzirao ga je 39-godišnji inženjer leta Ivan Čavajda, koji je prikupio 7.500 sati leta, od čega 1.373 na Tu-134. Kabinsku posadu činile su stjuardese Alma Svoboda, Mira Miše i Mirjana Janković.

## Nesreća
Zrakoplov je poletio iz Gatwicka u 16:33 GMT. Let je tekao normalno do prilaza zračnoj luci Rijeka. Posada je slijedila ILS s malo povećanom brzinom. Četiri kilometra od praga piste, na nadmorskoj visini od oko 300 metara (980 ft), zrakoplov je upao u jaku kišu. Posada je odmah aktivirala brisače vjetrobrana. Pedeset sekundi prije dodira, zrakoplov se podigao prema gore i nagnuo udesno.
Zbog izazovnih uvjeta, posada se nije mogla vratiti ILS pristupu, već je uspjela izravnati zrakoplov s pistom. Međutim, zrakoplov je ostao iznad odgovarajuće putanje klizanja, dok je posada pokušavala smanjiti brzinu kormilom visine i smanjenjem potiska. Na 800 m od piste, snaga je smanjena na prazan hod, a kormilo visine je upravljalo prema dolje kako bi snizili putanju prilaza. Zrakoplov je potom ušao u postupno strmi kut spuštanja. Zbog vjerojatne optičke varke, posada je mislila da su bliže pisti i na većoj nadmorskoj visini nego što su zapravo bili. Zrakoplov je udario u zemlju brzinom od 140 čvorova (260 km/h). Desno krilo se odvojilo, a zrakoplov se zatim preokrenuo i planuo.
Svi putnici i posada preživjeli su početni udar. Tada je započeo požar u lijevom krilu i repu. Gusti dim odmah je ušao u kabinu. Uspaničeni putnici potom su se pokušali evakuirati iz goruće olupine. Imali su poteškoća zbog nedostatka vidljivosti; opskrba električnom energijom prekinuta je odmah nakon udara, a gusti dim i mrak pogoršali su stvari.
Jednoj skupini putnika naređeno je da vidi može li se netko evakuirati kroz stražnji dio aviona, dok je drugoj naloženo provjeriti prednji dio kabine. Obje su skupine shvatile da se vrata straga i sprijeda ne mogu otvoriti zbog jačine udarca. Kako se vatra pojačavala, putnici su sjekirom pokušali razbiti prozore kabine. To je pogoršalo situaciju, jer je to omogućilo ulazak zraka u kabinu, pojačavajući vatru. Kabinska posada samo je mogla premjestiti putnike prema prednjem dijelu trupa.
Tada su se piloti i oba inženjera leta izvukli iz kokpita kroz netaknuti prozor kopilota i pokušali otvoriti prednja izlazna vrata s desne strane. Međutim, ona nisu popuštala.
Spasilačke službe stigle su nekoliko minuta nakon pada. Njihove pokušaje gašenja plamena omeli su kišni uvjeti koji su isprali pjenu za zagušivanje vatre. Snažni vjetrovi pogoršali su situaciju. Vjetar je također puhao u smjeru od repa do nosa, dodatno usporavajući akciju spašavanja.
Kabinska posada i putnici uspjeli su djelomično otvoriti prednja servisna vrata, ali do tada je dim bio pregust, a većina putnika i kabinske posade podlegla je trovanju ugljičnim monoksidom. Jedan putnik (jedini koji je preživio), Ranko Sarajčić, uspio se evakuirati kroz otvor u stražnjem dijelu aviona. Sarajčić je rekao drugima da ga slijede. Međutim, zbog panike, nitko nije. Dvanaest minuta nakon pada, vatra u kabini došla je do opreme za kisik u prednjem dijelu zrakoplova, što je izazvalo masivnu eksploziju. Svi putnici koji su još uvijek bili živi ubijeni su stvorenom buktinjom.
Prema istražiteljima, najmanje 30% mrtvih pronađeno je s još uvijek vezanim pojasevima.

## Istraga
Na mjestu pada, ubrzo su pronađeni snimači leta MRSP-12, koji su 24. svibnja otvoreni i pronađeni preplavljeni vodom, ali magnetske trake u njima nisu bile oštećene.
Nesreću je istraživao britanski ogranak za istraživanje zračnih nesreća (AAIB). Izvještaj je objavljen 1. prosinca 1973. godine. Otkrio je, dok je let 130 letio kroz kišu, da je lom svjetlosti na vjetrobranskom staklu kokpita uzrokovao iluziju zbog koje se pista činila bližom nego što je zapravo bila. To je moglo navesti posadu da pomisli da je pista za 60 metara niža nego što je zapravo bila. Iluzija je uzrokovala da posada spusti nos, te smanji snagu kako bi letjeli u praznom hodu kada se zrakoplov nalazio na 800 metara od piste. Spuštanje nosa dovelo je zrakoplov do brzine od 310 km/h. Kako je zrakoplov došao u dodir s tlom brzinom od 260 km/h, raspao se i planuo.
AAIB je izdao preporuku da piloti proučavaju iluzije koje bi se mogle susresti tijekom slijetanja po jakoj kiši.